# Michel Cot
Pour les articles homonymes, voir Cot.
Michel Cot est un photographe français.

## Expositions
- 2005-2006, Pierre Mac Orlan, des mots… des photos, Saint-Cyr-sur-Morin

## Prix et récompenses
- 1958 :  Prix Nadar

## Publications
- Michel Cot, La glace à 2 faces, Éditions Arthaud, 1er janvier 2007 (ISBN 978-9800046661) (prix Nadar)